# Pentti Holappa

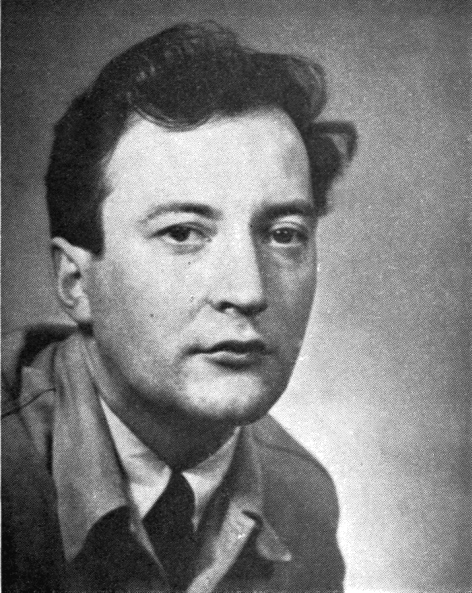
Holappa, etwa 1957

Pentti Vihtori Holappa (* 11. August 1927 in Ylikiiminki; † 10. Oktober 2017 in Helsinki) war ein finnischer Schriftsteller.

## Leben und Karriere
Holappa war bereits zu Lebzeiten ein Klassiker der finnischen Literatur. Er war Chefredakteur einer Zeitung, Inhaber eines Antiquariats und wurde 1972 finnischer Minister für Kultur und Bildung. 1950 debütierte er mit der Gedichtsammlung Narr im Spiegel. Er hat mehrere Gedichtbände, Theaterstücke, sechs Romane, Tagebücher, Essays und Zeitungsartikel geschrieben. Als einziger skandinavischer Dichter ist Holappa mit einer Gedichtanthologie, Les mots longues, in der renommierten Reihe Poésie bei Gallimard, Paris, vertreten. 1998 wurde er zum Präsidenten der Académie Européenne de Poésie gewählt. Auch als Übersetzer französischer Literatur ins Finnische hat er sich einen Namen gemacht (Claude Simon, Samuel Beckett, Charles Baudelaire, Pierre Reverdy, Jean-Marie Gustave Le Clézio). Er lebte in Frankreich und Finnland. 1998 gewann er die höchste finnische Auszeichnung für Literatur, den Finlandia-Preis, der von der Finnischen Buchstiftung jährlich vergeben wird. Er war Präsident des finnischen P.E.N.

## Werke (Auswahl)
- 1977: Valitut runot
- 1987: Tinaa, Roman
- 1987: Savun hajua
- 1988: Keltainen viiri
- 1990: Ajan nuolet
- 1995: Jokapäiväistä aikaa
- 1996: Kansliapäällikkö
- 1997: Les mots longs. Poèmes 1950–1994 (frz.), ISBN 2-07-032966-6
- 1998: Ystävän muotokuva, Roman (dt. Porträt eines Freundes, 2002, frz. Portrait d’un ami), ISBN 3-932622-84-7
- 1999: A Tenant Here: Selected Poems 1977–1997 (engl.), ISBN 1-901233-47-2
- 2002: Kaksi kirjailijaa
- 2004: Sotapäiväkirja

## Einzelnachweis
1. ↑  Finlandia-palkittu kirjailija Pentti Holappa on kuollut. Yleisradio, 12. Oktober 2017, abgerufen am 12. Oktober 2017 (finnisch).

| Personendaten    | Personendaten                                |
| ---------------- | -------------------------------------------- |
| NAME             | Holappa, Pentti                              |
| ALTERNATIVNAMEN  | Holappa, Pentti Vihtori (vollständiger Name) |
| KURZBESCHREIBUNG | finnischer Schriftsteller                    |
| GEBURTSDATUM     | 11. August 1927                              |
| GEBURTSORT       | Ylikiiminki                                  |
| STERBEDATUM      | 10. Oktober 2017                             |
| STERBEORT        | Helsinki                                     |